# Едуард Шенфельд
Едуа́рд Ше́нфельд (нім. Eduard Schönfeld; 22 грудня 1828 — 1 травня 1891) — німецький астроном.

## Біографія
Народився в Гільдбурггаузені у єврейській сім'ї. У 1834-му пішов до міської школи, а у 1838 році продовжив навчання в гуманістичній гімназії. У 1847—1848 роках вивчав архітектуру в Політехнічній школі у Ганновері, з 1849-го навчався у університеті Марбурга, де прослухав курси фізики, хімії, мінералогії, астрономії (курс К. Д. Ґерлінга).
У 1851 році він перебрався до Бонна, де вивчав астрономію під керівництвом Аргеландера і у 1853-му став його асистентом.
9 серпня 1854 Шенфельда було висунуто на здобуття докторського ступеня, а 8 серпня 1857 року розпочав габілітацію у Бонні.
У 1859-му його було призначено професором і директором обсерваторії в Мангаймі. 1875 року, після смерті Аргеландера, став професором і директором обсерваторії у Бонні. Одразу після свого призначення він продовжив роботи за планом Аргеландера по складанню зоряного каталогу «Боннський огляд», для цього Шенфельд використовував 6-дюймовий рефрактор Боннської обсерваторії. Шенфельд вніс деякі покращення у методи роботи, яку було завершено у березні 1881 року. Результати було опубліковано у 1886 під назвою «Південний Боннський огляд» (нім. Südliche Bonner Durchmusterung, SBD). SBD містить додатково до каталогу «Боннський огляд» інформацію про 489 туманностей і 133 659 зір у зоні між 2 і 23 градусами південного схилення.
З моменту створення Німецького астрономічного товариства у 1863 році був його членом, обирався секретарем товариства і членом правління (1869).
У 1887 році був обраний членом Прусської академії наук, у 1878-му — іноземним членом Королівського астрономічного товариства у Лондоні.
У 1887—1888 роках обіймав посаду ректора Боннського університету.
Нагороджений медаллю Джеймса Крейга Вотсона (1889).
На його честь названо астероїд 5926 Шенфельд і кратер на зворотному боці Місяця.

## Сім'я
У 1860 році він одружився з Елен Неггерат, у них було троє дітей — дочки Амалія і Ганна та син Фріц.

## Публікації
- Über die Nebelflecke, 1862
- Über die veränderlichen Sterne, 1863
- Katalog der veränderlichen Sterne mit Einschluß der neuen Sterne, 1. Teil: 1866, 2. Teil: 1874
- Bonner Durchmusterung, südlicher Teil, 1886